# Victor Hayden
Victor Hayden (1947 o 1948 – 7 dicembre 2018) è stato un pittore e musicista statunitense, cugino di Don Van Vliet, conosciuto come The Mascara Snake, è noto soprattutto per avere suonato per un periodo il clarinetto basso nei Captain Beefheart & His Magic Band durante le sessioni dell'album Trout Mask Replica, nel 1969.
Hayden suonò anche dal vivo insieme alla Magic Band durante l'Amougies Festival svoltosi in Belgio, nel novembre 1969, dove il gruppo eseguì due composizioni per il film Music Power.
Come riferito dalla celebre groupie Pamela Des Barres nelle sue memorie Sto con la band, Hayden fece amicizia con la Des Barres alle scuole superiori, presentandola a suo cugino Beefheart e chiedendole di diventare la presidentessa del fan club locale di Captain Beefheart.
Nel 1969, durante le sessioni di registrazione e composizione del celebre e folle album della band Trout Mask Replica, Beefheart soprannominò suo cugino Victor "The Mascara Snake" (Van Vliet aveva l'abitudine di creare un nome d'arte a tutti i membri della Magic Band), e lo invitò a partecipare alle registrazioni in qualità di clarinettista. Il suono dello strumento di Hayden è udibile, per esempio, in Hair Pie: Bake 1, un brano presente sul disco.
Smessi gli estemporanei panni di musicista, Hayden ha proseguito con la carriera artistica dandosi alla pittura. Alcune delle sue opere sono finite in copertina a dischi come Bluejeans and Moonbeams dello stesso Captain Beefheart e l'album dei Melvins del 1986 intitolato Gluey Porch Treatments.
Dopo aver conosciuto The Mascara Snake, John Frusciante intitolò una traccia del suo primo album solista Niandra LaDes and Usually Just a T-Shirt, Mascara in onore di Hayden.